# Phân họ Cúc
Asteroideae là một phân họ thực vật có hoa trong họ Cúc. Phân họ này bao gồm khoảng 70% các loài trong họ này, gồm nhiều tông như Astereae, Calenduleae, Eupatorieae, Gnaphalieae, Heliantheae, Senecioneae và Tageteae.

## Phân loại
Từ năm 2004, phân họ được phân chia thành nhiều liên tông:
- Senecionodae

- Senecioneae (Doronicum đôi khi được xếp thành tông riêng biệt Doroniceae)

- Asterodae

- Anthemideae (gồm Chrysanthemum)
- Astereae (gồm Aster và Bellis perennis)
- Calenduleae (gồm Calendula)
- Gnaphalieae

- Helianthodae

- Athroismeae
- Bahieae
- Chaenactideae
- Coreopsideae (gồm Cosmos và Dahlia)
- Eupatorieae
- Feddeeae
- Helenieae (gồm Gaillardia)
- Heliantheae (gồm Sunflower và Zinnia)
- Inuleae
- Madieae
- Millerieae
- Neurolaeneae
- Perityleae
- Plucheeae
- Polymnieae
- Tageteae (gồm Tagetes)